# Allmänna Idrottsklubben Fotboll
L'Allmänna Idrottsklubben Fotboll, noto come AIK, è una società polisportiva svedese con sede a Solna, municipalità dell'area urbana di Stoccolma.
La sua squadra di calcio milita in Allsvenskan, la massima divisione del campionato svedese, della quale ha vinto 12 edizioni, l'ultima nella stagione 2018.

## Storia
Il club venne fondato su iniziativa di Isidor Behrens che, insieme al fratello Paul e ad altri conoscenti, organizzò una riunione il 15 febbraio 1891 al civico 8 della strada Biblioteksgatan, nel centro di Stoccolma. Approvata l'idea di includere una serie di sport praticabili, Allmänna Idrottsklubben, termine traducibile in "club sportivo per tutti". Chiunque poteva diventare membro del club, in un periodo in cui molte altre organizzazioni erano riservate, ad esempio, ai militari. La scelta del nome deriva anche dal richiamo all'atletica, che a quel tempo era chiamata "allmän idrott" e rappresentava inizialmente lo sport principale della polisportiva.
Creata nel 1896 da Sigfrid "Sigge" Stenberg, la sezione calcistica prese parte al campionato solo due anni più tardi, quando divenne vicecampione nazionale. In quegli anni (fino al 1925) il titolo di campione di Svezia non veniva assegnato alla squadra vincitrice del campionato, bensì alla vincitrice della coppa Svenska Mästerskapet: questo trofeo fu vinto dall'AIK per la prima volta nel 1900 grazie alla vittoria in finale sull'Örgryte. Nel 1901 la squadra diventò campione nazionale per la seconda volta, anche se la finale contro l'Örgryte non fu disputata. Nel 1902 e nel 1903 l'AIK non partecipò al campionato nazionale, giocando solamente un torneo organizzato dalla Svenska Bollspelsförbundets. Il terzo titolo nazionale fu conquistato nel 1911, grazie alla vittoria in finale sull'IFK Uppsala con il punteggio di 3-2. Altri successi arrivarono negli anni seguenti: nel 1914 l'AIK si impose in finale sull'Helsingborgs IF con un netto 7-2, nel 1916 ad essere battuti furono i rivali del Djurgården con un 3-1, mentre nel 1923 la squadra fu campione per la sesta volta grazie al 5-1 sull'IFK Eskilstuna.
Nel frattempo, a partire dal 1910 in Svezia si stava giocando anche la Svenska Serien, una competizione nazionale che non assegnava comunque il titolo di campione di Svezia, il quale continuava ad essere riservato ai vincitori della coppa Svenska Mästerskapet. L'AIK giocò due finali di Svenska Serien, perse nel 1923 contro il GAIS e nel 1924 contro l'Örgryte. A cavallo tra gli anni '20 e '30, l'esistenza del club fu in pericolo per ragioni economiche, visto anche l'elevato costo di alcuni giocatori acquistati come nel caso di Axel Alfredsson.
Dalla stagione 1930-1931 in poi, la Federazione calcistica svedese ha iniziato a riconoscere i vincitori dell'Allsvenskan come campioni nazionali. L'AIK vinse la sua prima Allsvenskan (che rappresentò il settimo titolo nazionale) al termine della stagione 1931-32 con una media di pubblico di 17728 spettatori a gara, di gran lunga la migliore di tutto il torneo. Fu anche la stagione di esordio del portiere Gustav Sjöberg, che di lì al 1950 stabilirà il record di presenze in campionato con 321 partite all'attivo.
Il 1937 fu l'anno del trasferimento allo stadio Råsunda, impianto destinato ad ospitare gli incontri casalinghi per numerosi decenni. La partita inaugurale in questo stadio fu quella disputata contro il Malmö FF, conclusa con una vittoria col punteggio di 4-0. Al termine della stagione arrivò l'ottavo titolo grazie anche ai 23 gol messi a segno dal capocannoniere Olle Zetherlund.
Negli anni immediatamente successivi alla seconda guerra mondiale arrivò qualche piazzamento importante, come nel 1946-1947 (2º posto) e 1947-1948 (3º posto), ma nel giugno del 1951 si verificò la prima storica retrocessione in seconda serie: all'ultima giornata la squadra riuscì nell'impresa di battere 1-0 il Malmö FF, che veniva da 49 partite senza sconfitte, ma per raggiungere la salvezza sarebbe stato necessario segnare un secondo gol. Questo verdetto portò alla cessione all'Inter di Lennart Skoglund, che chiuse la parentesi in nerogiallo con sole 5 presenze all'attivo. Nel frattempo debuttò in prima squadra Kurt Hamrin, destinato a segnare 190 reti nella Serie A italiana.
La risalita fu immediata ma, a seguito della cessione di Hamrin alla Juventus avvenuta nel 1956, l'AIK chiuse spesso nella seconda metà della classifica, tanto da retrocedere al termine dell'Allsvenskan 1961. Anche in questo caso la parentesi in seconda serie durò solo un anno. Nel 1963 la squadra seppe chiudere al 3º posto. In quel decennio ci furono le prime partecipazioni a coppe europee minori, nello specifico Coppa Piano Karl Rappan e Coppa delle Fiere, tuttavia a queste partite venne data scarsa importanza.
All'inizio degli anni '70 la squadra ritornò a essere annoverata tra le favorite per il titolo, grazie anche a giocatori come i fratelli Yngve e Börje Leback o Rolf Zetterlund. L'Allsvenskan 1972 venne conclusa al 2º posto, così come quella del 1974. Nel 1976 i nerogialli alzarono la Coppa di Svezia 1975-1976, tornando così a vincere un trofeo ufficiale dopo quasi 40 anni. L'Allsvenskan 1979 vide la squadra scendere in seconda serie, ma anche in quest'occasione la permanenza nel campionato cadetto durò una sola stagione. Nel 1983 l'AIK riuscì a terminare il campionato al 1º posto (grazie anche al contributo del vincitore del Guldbollen 1984 Sven Dahlkvist), tuttavia la formula della competizione prevedeva lo svolgimento dei play-off che si rivelarono fatali con l'eliminazione in semifinale.

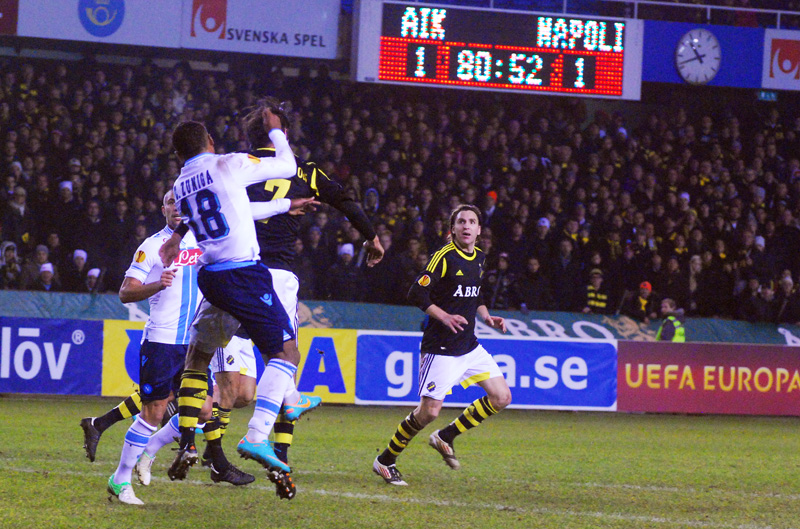
AIK-Napoli, l'ultima al Råsunda

A 55 anni dall'ultimo titolo nazionale, nel 1992 l'AIK tornò a laurearsi campione di Svezia nonostante una politica volta al risparmio a causa di un debito di circa 10 milioni di corone svedesi: il 4º posto ottenuto al termine della stagione regolare consentì agli uomini di mister Tommy Söderberg di qualificarsi per il decisivo girone tra le prime sei classificate, raggruppamento che fu poi vinto proprio dall'AIK. Cruciale in questo senso fu la vittoria esterna per 3-2 sul campo del Malmö all'ultima giornata.
La Coppa di Svezia vinta nel 1995-96 (la quinta nella storia del club) permise la partecipazione alla successiva edizione della Coppa delle Coppe, competizione in cui la compagine svedese avanzò fino ai quarti di finale dove affrontò il Barcellona di Ronaldo. Al primo minuto della gara di andata disputata al Camp Nou, l'AIK passò addirittura in vantaggio con un gol di Pascal Simpson prima di essere rimontato (3-1 in Spagna e 1-1 in Svezia).
Lo scudetto numero 10 fu vinto nel 1998 in una stagione iniziata in maniera difficile, dato che nelle prime dieci partite maturarono sei pareggi e due sconfitte. Da quel momento la squadra non perse più neppure un incontro e trionfò all'ultima giornata, con un sorpasso inaspettato ai danni dell'Helsingborg il quale venne sconfitto da un già retrocesso Häcken. L'anno seguente in Champions League l'AIK arrivò ultimo in un girone difficile formato da Barcellona, Arsenal e Fiorentina. Nel 2004 l'AIK terminò il campionato al 13º e penultimo posto, piazzamento che costrinse il club alla quarta retrocessione della sua storia ma, come accaduto nelle tre precedenti occasioni, il ritorno nella massima serie arrivò già l'anno seguente.

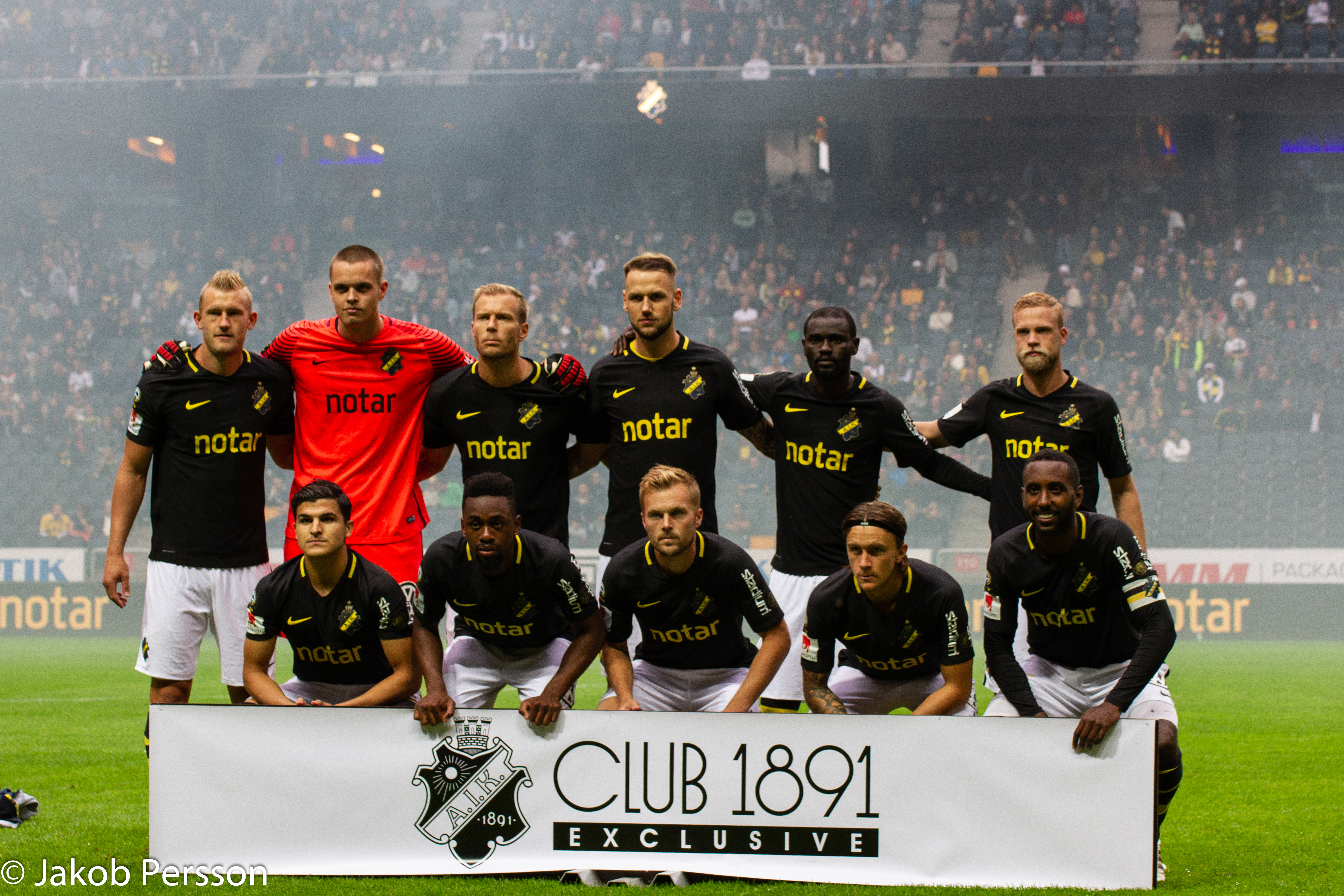
Un undici di partenza della stagione 2018, conclusasi con il dodicesimo titolo nazionale

Nel 2009 i nerogialli riuscirono a realizzare l'accoppiata campionato-coppa. Per la vittoria dell'Allsvenskan 2009 fu decisiva l'ultima giornata, disputata in trasferta contro i rivali e diretti concorrenti dell'IFK Göteborg. Nel primo tempo la squadra biancoblù di casa era passata in vantaggio e stava vincendo virtualmente il torneo, prima del pareggio del brasiliano Antônio Flávio e del sorpasso del capitano Daniel Tjernström, avvenuti entrambi nel secondo tempo. La coppa nazionale venne vinta sei giorni dopo, nuovamente contro l'IFK Göteborg.
Nell'agosto del 2012, dopo aver già superato due turni preliminari, l'AIK riuscì a qualificarsi per la fase a gironi di Europa League grazie alla vittoria a sorpresa per 2-0 in Russia sul campo del CSKA Mosca, riscattando la sconfitta casalinga per 0-1 dell'andata. Il sorteggio inserì la formazione svedese nel gruppo F con Napoli, PSV Eindhoven e Dnipro. Il passaggio del turno non riuscì, nonostante i due risultati positivi contro il PSV (1-1 all'andata nei Paesi Bassi e vittoria per 1-0 al ritorno). Negli anni a seguire, il club riuscì a mantenersi nelle zone alte della classifica qualificandosi alle coppe europee per sei anni di fila, dal 2014-2015 al 2019-2020.
Nel frattempo, l'11 novembre 2018, l'AIK si aggiudicò il campionato dopo 9 anni di attesa, vincendo per 0-1 sul campo del Kalmar all'ultima giornata; concluse il torneo con 67 punti realizzati, frutto di 19 vittorie, 10 pareggi e solo una sconfitta.
Tre anni più tardi, nel 2021, la squadra tornò ad essere in lotta per il titolo fino all'ultima giornata, ma alla fine fu il Malmö FF a mantenersi primo. Dopo il quinto posto del 2022, i risultati dell'anno seguente furono condizionati da alcuni fattori tra cui certe iniziali scelte di mercato errate fatte ad interim dall'amministratore delegato senza un vero e proprio direttore sportivo, tanto che la salvezza aritmetica giunse solo all'ultima giornata dell'Allsvenskan 2023 dopo una serie di cambiamenti societari e di organico. La stagione 2024, che dopo un avvio ancora deludente vide la squadra tornare in Europa grazie all'inversione di tendenza portata dal nuovo tecnico Mikkjal Thomassen arrivato a campionato in corso, coincise anche con il record di pubblico della centenaria storia dell'Allsvenskan, con una media di 28 589 spettatori per partita.

## Strutture

### Stadio
Nei primissimi anni di attività, la squadra giocava su un terreno posto presso la zona di Ladugårdsgärdet. Nel 1901 ci fu il trasferimento all'Idrottsparken, un piccolo impianto sportivo situato dove sorge l'attuale Stadion. A partire dal 1912, ad ospitare le partite casalinghe dell'AIK fu proprio lo Stadion, appena inaugurato in vista dei Giochi olimpici di quell'anno.
Gran parte della storia del club però si sviluppò allo stadio Råsunda, impianto da circa 36 000 posti che ospitò gli incontri della squadra per un totale di 75 anni, a partire dal 1937 fino ad arrivare all'autunno 2012. L'ultima partita di campionato risale al 4 novembre 2012 (AIK-Malmö 2-0), mentre l'ultimo incontro in assoluto fu quello del 22 novembre contro il Napoli (1-2) deciso da un calcio di rigore di Cavani al 93' minuto. La struttura (già sede della finale dei Mondiali 1958) venne infatti demolita.
Dalla stagione 2013 l'AIK traslocò alla nuova Friends Arena, situata anch'essa presso il comune di Solna. Dal 12 luglio 2024 l'impianto è noto come Strawberry Arena in virtù di un nuovo accordo di sponsorizzazione con l'omonima catena alberghiera.

## Calciatori
Paolo Bruschi è stato il primo italiano a giocare nell'AIK; in seguito prese la cittadinanza svedese.

### Vincitori di titoli
Calciatori campioni olimpici di calcio
- Sune Andersson (Londra 1948)
- Henry Carlsson (Londra 1948)
- Börje Leander (Londra 1948)

### Numeri di maglia ritirati
- Il numero 1 è stato ritirato in onore della tifoseria a partire dalla stagione 2009.[20]
- Il numero 27 è stato ritirato dopo la morte di Ivan Turina.

## Palmarès

### Competizioni nazionali
- Campionato svedese: 12

1900, 1901, 1911, 1914, 1916, 1923-1924, 1931-1932, 1936-1937, 1992, 1998, 2009, 2018
- Mästerskapsserien: 1

1992
- Coppa di Svezia: 8

1949, 1950, 1975-1976, 1984-1985, 1995-1996, 1996-1997, 1998-1999, 2009
- Wicanderska Välgörenhetsskölden: 4

1908, 1909, 1914, 1916
- Supercoppa di Svezia: 1

2010
- Superettan: 1

2005

### Competizioni internazionali
- Coppa Piano Karl Rappan: 4

1984, 1985, 1987, 1994

### Altri piazzamenti
- Campionato svedese:

Secondo posto: 1898, 1910, 1914-1915, 1915-1916, 1930-1931, 1934-1935, 1935-1936, 1938-1939, 1946-1947, 1972, 1974, 1986, 1999, 2006, 2011, 2013, 2016, 2017, 2021
Terzo posto: 1912-1913, 1916-1917, 1922-1923, 1940-1941, 1943-1944, 1947-1948, 1954-1955, 1963, 1965, 1986, 1993, 2000, 2001, 2014, 2015, 2024
- Coppa di Svezia:

Finalista: 1943, 1947, 1968-1969, 1991, 1994-1995, 1999-2000, 2000-2001, 2002
Semifinalista: 1946, 1969-1970, 2017-2018, 2018-2019, 2023-2024
- Supercoppa di Svezia:

Finalista: 2012
- Wicanderska Välgörenhetsskölden:

Finalista: 1905, 1906, 1915
- Svenska Fotbollspokalen:

Finalista: 1899, 1900
- Corinthian Bowl:

Finalista: 1912, 1913

## Organico

### Rosa 2025
Aggiornata al 20 luglio 2025.
| N. |                      | Ruolo | Calciatore                |
| -- | -------------------- | ----- | ------------------------- |
| 2  | Norvegia (bandiera)  | D     | Eskil Edh                 |
| 3  | Svezia (bandiera)    | D     | Thomas Isherwood          |
| 4  | Svezia (bandiera)    | D     | Sotirios Papagiannopoulos |
| 5  | Svezia (bandiera)    | C     | Kazper Karlsson           |
| 6  | Norvegia (bandiera)  | C     | Martin Ellingsen          |
| 7  | Svezia (bandiera)    | C     | Anton Salétros (capitano) |
| 8  | Norvegia (bandiera)  | C     | Johan Hove                |
| 9  | Cipro (bandiera)     | A     | Andronikos Kakoullīs      |
| 10 | Kosovo (bandiera)    | C     | Bersant Celina            |
| 11 | Svezia (bandiera)    | A     | John Guidetti             |
| 12 | Svezia (bandiera)    | D     | Charlie Pavey             |
| 15 | Svezia (bandiera)    | P     | Kristoffer Nordfeldt      |
| 16 | Danimarca (bandiera) | D     | Benjamin Tiedemann Hansen |
| 17 | Danimarca (bandiera) | D     | Mads Døhr Thychosen       |
| 18 | Svezia (bandiera)    | C     | Abdihakin Ali             |

| N. |                                 | Ruolo | Calciatore         |
| -- | ------------------------------- | ----- | ------------------ |
| 19 | Bosnia ed Erzegovina (bandiera) | C     | Dino Beširović     |
| 20 | Norvegia (bandiera)             | A     | Erik Flataker      |
| 21 | Kenya (bandiera)                | C     | Stanley Wilson     |
| 22 | Finlandia (bandiera)            | D     | Jere Uronen        |
| 24 | Svezia (bandiera)               | C     | Andreas Redkin     |
| 26 | Svezia (bandiera)               | D     | Elvis van der Laan |
| 28 | Svezia (bandiera)               | A     | Linus Järeteg      |
| 29 | Svezia (bandiera)               | A     | Kevin Filling      |
| 30 | Svezia (bandiera)               | P     | Kalle Joelsson     |
| 32 | Croazia (bandiera)              | D     | Filip Benković     |
| 33 | Ungheria (bandiera)             | C     | Áron Csongvai      |
| 43 | Svezia (bandiera)               | C     | Victor Andersson   |
| 45 | Svezia (bandiera)               | A     | Taha Ayari         |
| 46 | Svezia (bandiera)               | D     | Yannick Geiger     |
| 47 | Svezia (bandiera)               | A     | Alexander Fesshaie |